# Забельская волость

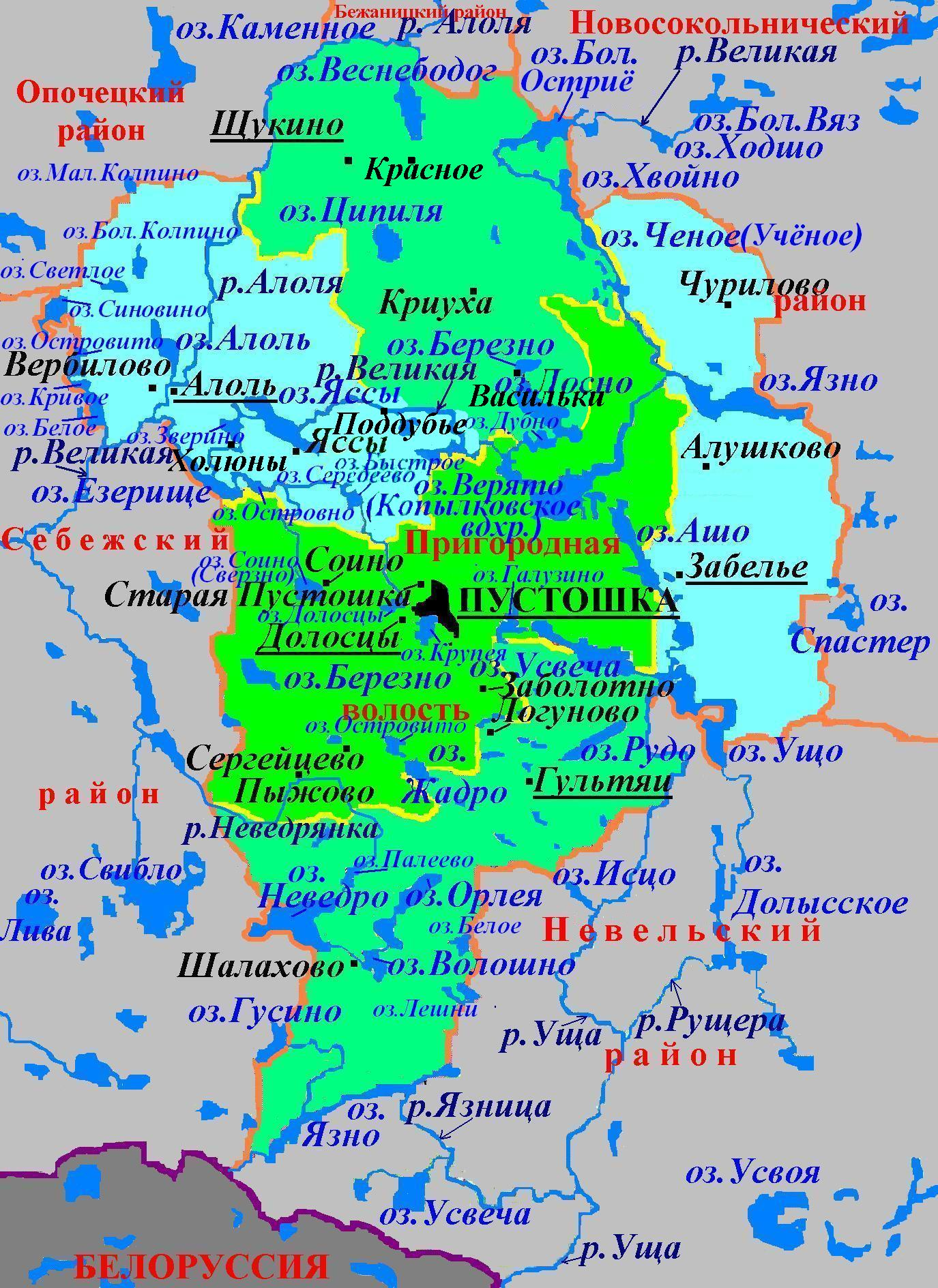
Волости Пустошкинского района

Забельская волость — административно-территориальная единица 3-го уровня и муниципальное образование со статусом сельского поселения в Пустошкинском районе Псковской области России.
Административный центр — деревня Забелье.

## География
Территория волости граничит на западе с Щукинской и Пригородной волостями Пустошкинского района, на севере и востоке — с Новосокольническим районом, на юге — с Невельским районом Псковской области.
На территории волости расположены озёра: Язно (7,1 км² (с островами — 7,7 км²), глубиной до 25 м),  Ущо (7,0 км² (с островами — 8,0 км²), глубиной до 8 м), Ребле или Ребельское (1,0 км², глубиной до 3,4 м), Ашо (5,3 км², глубиной до 6 м; погранично с Пригородной волостью) и др.

## Население
| 2010 | 2012 | 2013 | 2014 | 2015 | 2016 | 2017 |
| ---- | ---- | ---- | ---- | ---- | ---- | ---- |
| 789  | ↘768 | ↘765 | ↘737 | ↘712 | ↘673 | ↘669 |
| 2018 | 2019 | 2020 | 2021 |      |      |      |
| ↘652 | ↘622 | ↗624 | ↗697 |      |      |      |

## Населённые пункты
В состав Забельской волости входит 64 деревни:
| №  | Населённый пункт | Тип     | Население |
| -- | ---------------- | ------- | --------- |
| 1  | Алушково         | деревня | ↘64       |
| 2  | Анушиха          | деревня | →3        |
| 3  | Бессоново        | деревня | ↘10       |
| 4  | Быково           | деревня | ↘14       |
| 5  | Видусово         | деревня | ↗20       |
| 6  | Горка            | деревня | ↘5        |
| 7  | Гришутино        | деревня | ↘2        |
| 8  | Забелевица       | деревня | ↘155      |
| 9  | Забелье          | деревня | ↘93       |
| 10 | Заполок          | деревня | ↘4        |
| 11 | Зенково          | деревня | →0        |
| 12 | Иванищево        | деревня | ↘2        |
| 13 | Иватино          | деревня | ↘6        |
| 14 | Ивчиха           | деревня | ↘2        |
| 15 | Каменка          | деревня | ↘0        |
| 16 | Клетки           | деревня | ↘3        |
| 17 | Копнино          | деревня | ↘6        |
| 18 | Корнилково       | деревня | →0        |
| 19 | Коробцево        | деревня | →0        |
| 20 | Костьково        | деревня | ↘19       |
| 21 | Котово           | деревня | →0        |
| 22 | Крючек           | деревня | ↘0        |
| 23 | Кстово           | деревня | ↘4        |
| 24 | Кудиново         | деревня | →0        |
| 25 | Кушки            | деревня | ↘0        |
| 26 | Лашково          | деревня | ↘3        |
| 27 | Лешно            | деревня | ↘30       |
| 28 | Логиново         | деревня | ↘12       |
| 29 | Мануково         | деревня | ↘10       |
| 30 | Марково          | деревня | ↘8        |
| 31 | Маяк             | деревня | →0        |
| 32 | Мельница         | деревня | ↘12       |
| 33 | Морозово         | деревня | ↘21       |
| 34 | Новая            | деревня | ↘1        |
| 35 | Новгородцево     | деревня | →2        |
| 36 | Остров           | деревня | →0        |
| 37 | Песчанка         | деревня | ↘14       |
| 38 | Петраши          | деревня | ↘10       |
| 39 | Плотично         | деревня | →11       |
| 40 | Пружинец         | деревня | ↘7        |
| 41 | Райполье         | деревня | →0        |
| 42 | Ракино           | деревня | →0        |
| 43 | Ребле            | деревня | ↘54       |
| 44 | Речки            | деревня | ↘6        |
| 45 | Рыкшино          | деревня | ↘19       |
| 46 | Сафонтьево       | деревня | ↘0        |
| 47 | Селиверстово     | деревня | ↘0        |
| 48 | Сергейково       | деревня | →1        |
| 49 | Ситно            | деревня | ↘2        |
| 50 | Солнце           | деревня | →0        |
| 51 | Сопки            | деревня | ↗2        |
| 52 | Стружки          | деревня | ↘0        |
| 53 | Теплухино        | деревня | ↘19       |
| 54 | Ужакино          | деревня | ↘4        |
| 55 | Уструги          | деревня | ↘7        |
| 56 | Уткино           | деревня | ↗6        |
| 57 | Фомино           | деревня | ↘5        |
| 58 | Хлупикино        | деревня | ↘2        |
| 59 | Хохоново         | деревня | ↗11       |
| 60 | Цаплино          | деревня | ↘4        |
| 61 | Чурилово         | деревня | ↘84       |
| 62 | Шуменец          | деревня | →2        |
| 63 | Щелканово        | деревня | ↘1        |
| 64 | Яйцово           | деревня | ↘7        |

## История
Постановлением Псковского областного Собрания депутатов от 26 января 1995 года все сельсоветы в Псковской области были переименованы в волости, в том числе Забельский сельсовет был превращён в Забельскую волость.
Законом Псковской области от 28 февраля 2005 года в границах Забельской и упразднённой Бессоновской волостей было также создано муниципальное образование Забельская волость со статусом сельского поселения с 1 января 2006 года в составе муниципального образования Пустошкинский район со статусом муниципального района.